# Марьинка (Владимирская область)
Марьинка — деревня в Камешковском районе Владимирской области России, входит в состав Пенкинского муниципального образования.

## География
Деревня расположена в 6 км на восток от центра поселения деревни Пенкино и в 32 км на юг от райцентра Камешково.

## История

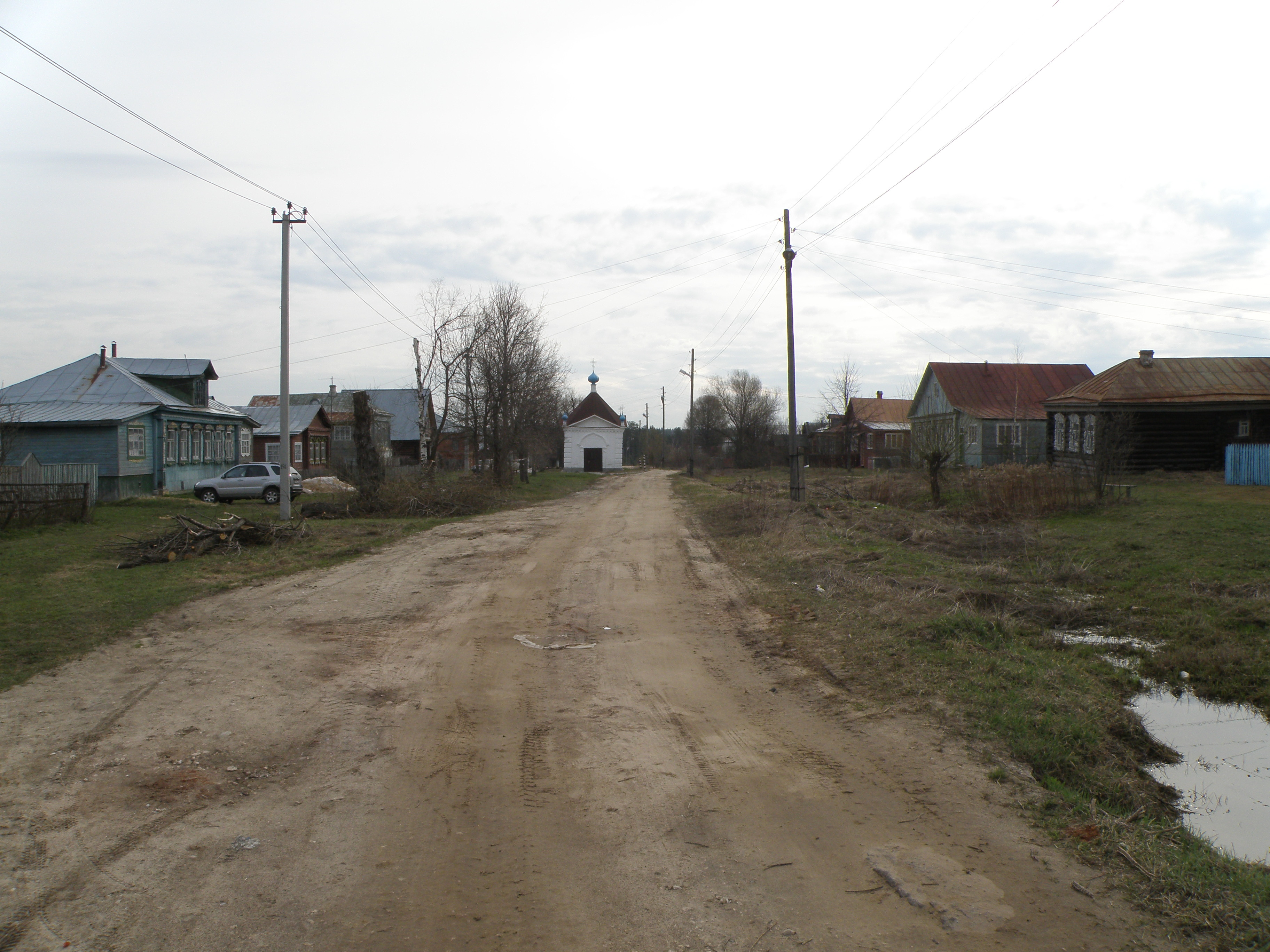
Улица в деревне

В конце XIX — начале XX века деревня входила в состав Пенкинской волости Владимирского уезда, с 1924 года — в составе Второвской волости. В 1859 году в деревне числилось 19 дворов, в 1905 году — 53 дворов, в 1926 году — 78 хозяйств и начальная школа.
С 1929 года деревня являлась центром Марьинского сельсовета Владимирского района, с 1940 года — в составе Пенкинского сельсовета Камешковского района, с 2005 года — в составе Пенкинского муниципального образования.

## Население
| 1859 | 1905 | 1926 |
| ---- | ---- | ---- |
| 152  | 305  | 417  |

| 1859 | 1905 | 1926 | 2002 | 2010 | 2021 |
| ---- | ---- | ---- | ---- | ---- | ---- |
| 152  | ↗305 | ↗417 | ↘29  | ↘22  | ↗59  |